# Émile Baudot
Jean Maurice Émile Baudot  ('11 de setembre de 1845, Magneux, Alt Marne - 28 de març de 1903, Sceaux, Alts del Sena) va ser un enginyer de telegrafia francès. Va inventar el codi Baudot utilitzat pels teletips.
Nascut en una família modesta, va créixer a la granja familiar. El juliol de 1870 va ingressar en l'administració dels telègrafs. Interessat en els aspectes científics del seu treball, va decidir donar continuïtat a la seva educació, iniciant estudis superiors. Va dedicar el seu temps a aprendre de forma autodidacta mecànica i electricitat. A l'Exposició Universal de París de 1878 va guanyar la medalla d'or i el reconeixement i les felicitacions d'enginyers de tot el món.

## Condecoracions i reconeixements
- Fou nomenat Cavaller de la Legió d'Honor l'any de 1879, i ascendit a Oficial el 1898.[4]

- El terme «baud» (mesura del nombre de símbols per segon transmesos per un senyal modulat) es deriva del seu nom.[5]

- El 13 de juny de 1949, amb motiu del Congrés Internacional de Telègrafs i Telèfons que se celebrava a París, la PTT (Correus de França) va emetre una sèrie commemorativa de quatre segells, dedicant un d'ells a Émile Baudot. Al segell s'indicava com a data de naixement 1848, encara que havia nascut el 1845. L'error va ser corregit, i el segell reimprès, però els segells amb la data errònia són molt buscats.[6]